# Битка на Бањ брду
Битка на Бањ брду је био напад војника АРБиХ када су се пришуњали иза српске одбрамбене линије и извршили напад. Ово је била једна од највећих битака на овим просторима током рата у Босни. Такође се каже да је ова битка вођена за опстанак српског народа на Мајевици и у Семберији. Напад АРБиХ на Бањ брду је био једна од најкрвавијих битака до тада.

## Ток битке
Елитне муслиманске јединице из Тузле, Теочака и Живиница послије детаљних припрема, током ноћи 20. и 21. априла 1993. године, убацују се иза леђа бранилаца са циљем изненадног напада и стварањем услова да АРБиХ брзим продором заузме Бањ брдо и Столице, двије важне коте на планини Мајевици. Око шест часова ујутру почиње општи напад јер муслиманске снаге долазе до Бањ брда. Пола сата послије напада на Бањ брдо у борбу на српску страну долазе многи борци 2. Мајевичке бригаде који су били на одмору и јединице ''Лавови са Мајевице'', извиђачка чета ''Кобре'', војна полиција и остали. Након 22 часа борби српска војска потпуно ослобађа Бањ брдо и шири простор. Да је тог Васкршњег дана била крвава борба говори и податак о 28–33 погинулих и 24 рањена српска борца, муслиманска страна је имала 61 погинулих и 78 рањених.